# Peist
Peist ist eine Fraktion der Gemeinde Arosa, Kanton Graubünden.
Bis Ende 2012 war Peist eine eigenständige Gemeinde. Am 1. Januar 2013 schloss sie sich mit den bis dahin ebenfalls selbständigen Gemeinden Calfreisen, Castiel, Langwies, Lüen, Molinis und St. Peter-Pagig der Gemeinde Arosa an.

## Geographie
Peist liegt elf Kilometer (Luftlinie) östlich von Chur auf der nördlichen Talseite des Schanfiggs und gehört zur Region St. Peter/Hochwang. Der grössere Teil des ehemaligen Gemeindegebiets erstreckt sich rechts der Plessur vom rund 1100 m ü. M. gelegenen Flusslauf über den von mehreren Tobeln zerklüfteten Hang bis zur Hochwangkette, die zwischen Cunggel (2413 m) und Mattjisch Horn (2461 m, höchster Punkt der ehemaligen Gemeinde) die nördliche Begrenzung bildet. Auf der gegenüberliegenden Talseite umfasste der Peister Bann den bis auf 1900 m ansteigenden Enthalbwald und die sich oberhalb anschliessende Alp Prätsch mit den beiden Prätschseen und dem Guisanplatz. Neben dem Strassendorf Peist (1340 m), auf einer sonnigen Hanglehne rund 250 m rechts oberhalb der Plessur und 100 m oberhalb der Bahnlinie Chur–Arosa gelegen, gehörten zur ehemaligen Gemeinde die (zum Teil als Maiensässe genutzten) Aussensiedlungen Barguns, Chegelboden und Tarnatel. Der früher ebenfalls zu Peist gehörende Hof Maran ist bereits seit 1911 Teil der Gemeinde Arosa. Von Peist aus gelangen Wanderer über den Faninpass nach Furna oder auch Fideris im Prättigau.

## Geschichte
Die Siedlung ist 1084 als de Paiste nachgewiesen. Ein Hof des Churer Klosters St. Luzi in Peist wird 1149 erwähnt. Das Churer Domkapitel bezog im 12. Jahrhundert Schaf-, Wein- und Roggenzehnten. Bis ins 13. Jahrhundert war Peist innerste Siedlung des von Romanen ausgebauten Ackerlands. Die 1262 bezeugten Herren von Peist sassen wahrscheinlich auf der gleichnamigen Burg. Landesherren waren als bischöflichen Lehensnehmer bis 1338 die Vazer, denen die Werdenberger und 1363 die Toggenburger folgten.

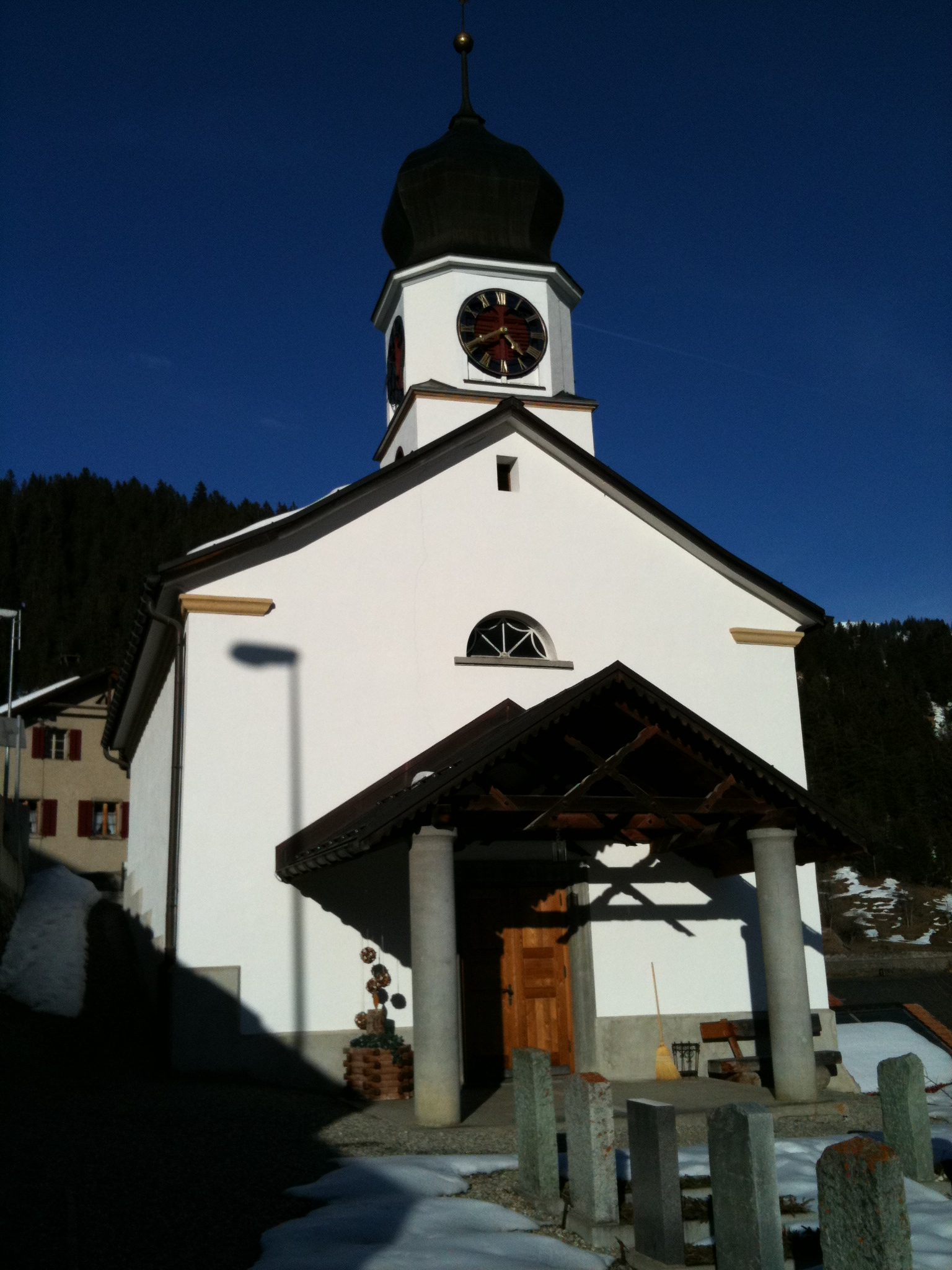
Reformierte Kirche

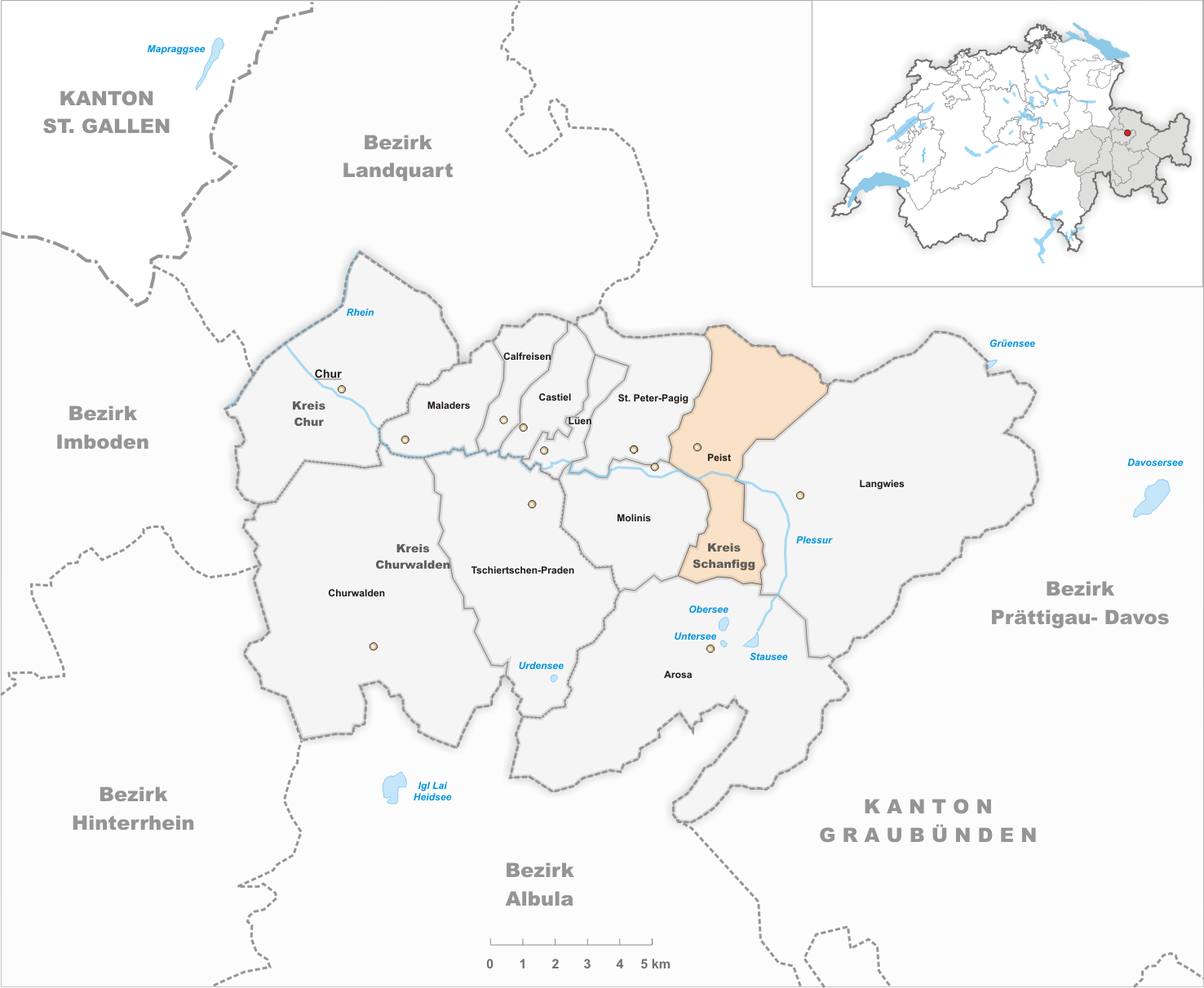
Gemeindestand vor der Fusion am 31. Dezember 2012

Die Germanisierung setzte im 14. Jahrhundert mit dem Zuzug von Walsern aus den obersten Randlagen des Tals ein. Mit der Gerichtsgemeinde St. Peter schloss sich Peist 1436 dem Zehngerichtenbund an. Neue Landesherren waren ab 1437 die Montforter, nach 1471 die Matscher und ab 1479 Österreich.
Kirchlich gehörte Peist zu St. Peter, die eigene Kirche St. Calistus und Florinus wird 1478 erwähnt. Die Reformation wurde um 1530 eingeführt. Der Auskauf der Herrschaftsrechte erfolgte 1652, derjenige der bischöflichen Lehensrechte 1657.
Neben Viehwirtschaft und Ackerbau ist in Peist auch das Handwerk traditionell gut verankert. Dorfbrände ereigneten sich 1622, 1724, 1749 und 1874, ein grosser Erdrutsch 1975. Die 1875 bis 1877 erbaute Talstrasse und die Arosabahn verbinden Peist mit Chur. 2005 waren 35 Prozent der Arbeitsplätze in Peist dem ersten und 54 Prozent dem zweiten Erwerbssektor zuzurechnen.

## Wappen
| Wappen von Peist | Blasonierung: «In Blau goldener Pfahl, belegt mit steigendem blauem Pfeil»                                               |
| Wappen von Peist | Nach dem Vorbild der alten Talschaftsfahne. Der Pfahl wurde hinzugefügt, um das Wappen vom Kreiswappen zu unterscheiden. |

## Bevölkerung
| Bevölkerungsentwicklung | Bevölkerungsentwicklung | Bevölkerungsentwicklung | Bevölkerungsentwicklung | Bevölkerungsentwicklung | Bevölkerungsentwicklung | Bevölkerungsentwicklung |
| ----------------------- | ----------------------- | ----------------------- | ----------------------- | ----------------------- | ----------------------- | ----------------------- |
| Jahr                    | 1780                    | 1850                    | 1900                    | 1950                    | 2000                    | 2012                    |
| Einwohner               | 312                     | 236                     | 160                     | 180                     | 229                     | 204                     |

## Wirtschaft
Haupterwerbszweige sind Landwirtschaft und Handwerk. Im Dorf sind ein Bauunternehmen, eine Sägerei und zwei Schreinereien ansässig. Eine der Schreinereien produziert als einziger Betrieb überhaupt den traditionellen Schanfigger Schlitten. Der Tourismus spielt in Peist eine geringere Rolle.

## Verkehr
Durch Peist verläuft die Schanfiggerstrasse. Die ehemalige Gemeinde ist durch die 1914 eröffnete Arosalinie der Rhätischen Bahn und seit dem 1. April 1981 zusätzlich durch die Postautolinie Chur–Peist ans Netz des öffentlichen Verkehrs angeschlossen. Mit der Inbetriebnahme der Bahn wurde auch der Bahnhof Peist eingeweiht.

## Sehenswürdigkeiten
Unter Denkmalschutz steht die reformierte Dorfkirche. Das Rufanatöbeli östlich des Farbtobels ist bekannt für seine eigenartigen, sandigen Erosionsgebilde («Steimannli»). Im September 2012 beschloss das Tiefbauamt Graubünden gegen den anfänglichen Widerstand der Bündner Umweltverbände die komplette Abtragung des grössten dortigen Steimannlis, da der Felsblock auf dessen Spitze eine Gefahr für die darunter liegende Schanfiggerstrasse darstelle.
Am Bahnhof steht die Peister Esche, eine der ältesten Eschen in Europa.